# Tapiena truncata
Tapiena truncata är en insektsart som först beskrevs av Brunner von Wattenwyl 1891.  Tapiena truncata ingår i släktet Tapiena och familjen vårtbitare. Inga underarter finns listade i Catalogue of Life.